# Holländskt varmblod
Holländskt varmblod är en hästras som utvecklats i Nederländerna. Det holländska varmblodet är välkänt för sina atletiska förmågor och är den ras som dominerat mest på tävlingsbanorna under åren. Världsmästaren och drömhästen Next Milton var en korsning med Holländskt varmblod, då hans pappa Marius tillhörde denna ras, där över 14 000 ston betäcks varje år. Ibland betecknas det holländska varmblodet KWPN (Koninklijk Warmbloed Paard Nederland).

## Historia
Det holländska varmblodets grunder ligger i enbart två raser, gelderländare och Groningen. Man korsade dessa ganska tunga hästraser, den ena med tungt bakparti, den andra med kraftigt framparti för att få fram det bästa av två världar. De kraftiga bakbenen gör den till en utmärkt hoppare. Man förädlade dock rasen lite senare med engelska fullblod för att få fram mer tävlingsinstinkt och bättre aktion. Rasen avlades fram för ren tävlingsprestanda även i ett land som Nederländerna där hästar mest räknas som jordbruksdjur. Man skapade ändå en stambok för rasen, kallad Warmbloed Paarden Stamboek Nederland. Dock hann man i slutändan blanda in lite blod från andra varmblodshästar från Tyskland som trakehnare, hannoveranare och oldenburgare. På detta sätt balanserade man upp temperamentet som rasen hade fått från det engelska fullblodet. 
Efter andra världskriget avlade man även fram en körtyp ur det holländska varmblodet som registreras i samma stambok, men under ett eget register. Se Holländsk körhäst. Idag ingår hela 4 typer av häster under namnet KWPN. De innefattar den holländska körhästen, gelderländaren och två olika varianter av det holländska varmblodet, en med inriktning på dressyr och den andra på hoppning. Det holländska varmblodet kallas även holländsk ridhäst.  
Idag är KPWN-hästarna utmärkande inom ridsporten. 2007 rankades rasen på första plats för raser inom hoppning av WBFSH (World Breeding Federation for Sporthorses). Den holländska varmblodsvallacken Valegro innehar det nuvarande världsrekordet i poäng i dressyr.

## Egenskaper

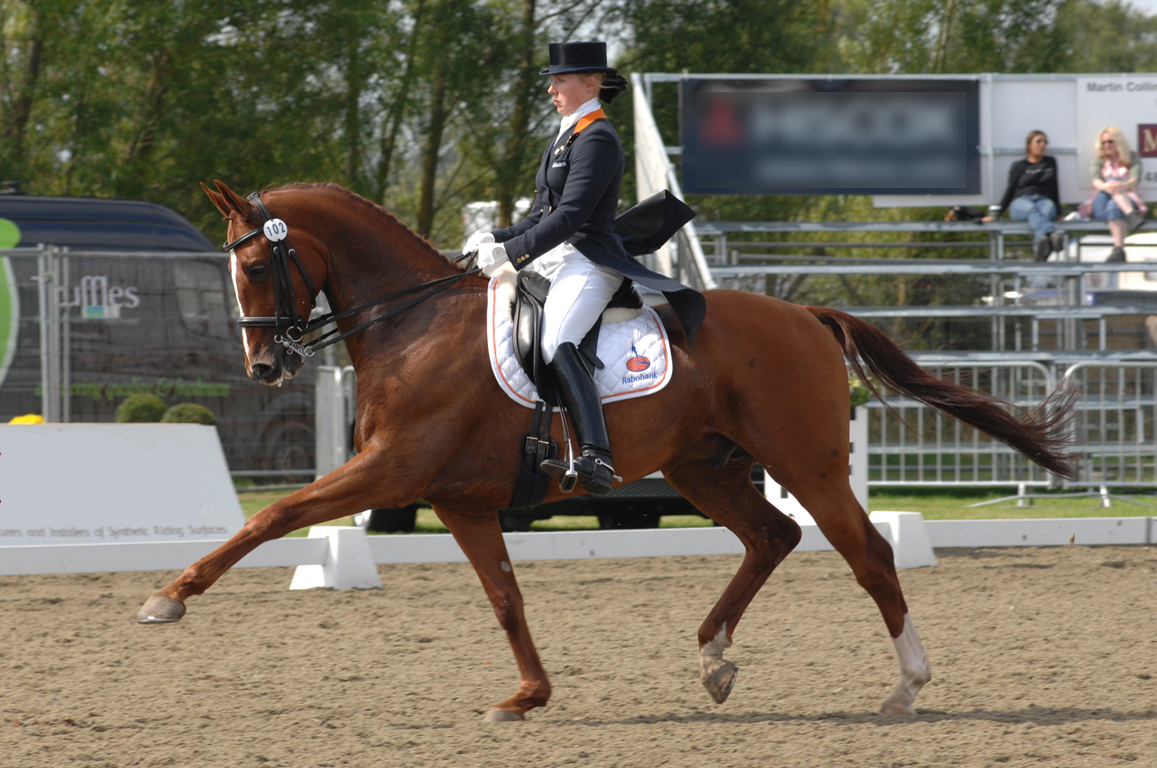
Det holländska varmblodet är en sporthäst av mycket hög klass som får genomgå tuffa prestationstest för att få platsa i stamböckerna. Detta har gett en mycket talangfull ras som är högt rankad på världslistan över bästa sporthästarna.

Inte bara har det holländska varmblodet regerat på hoppbanorna i Europa, de räknas som en av världens bästa dressyrhästar och med viss utavel med ännu mer engelska fullblod har de även fungerat utmärkt inom fälttävlan. Hingstarna i Holland får genomgå tuffa prestationstest med banhoppning, dressyr och fälttävlan. Sedan avgör organisationen om de får platsa i stamböckerna. Då har man även tagit hänsyn till hästarnas exteriör, lynne och temperament. Man samlar även in uppgifter om alla avkommor för att få ett väl etablerat avelssystem. Detta avelssystem har även gett en sund häst med låg inavelsrisk och man sållar automatiskt bort hästar med dåligt temperament. 
Det holländska varmblodet är en utmärkt sporthäst med mjuka rörelser, starka och väl utvecklade ben med bra hovar. De holländska varmbloden är i genomsnitt över 163 cm i mankhöjd, med lågrektangulär kroppsbyggnad och förekommer i alla hela färger. Dock är brun den vanligaste färgen hos hästen. Det finns även skäckfärgade hästar, då främst inom blodslinjen efter hingsten Samber, men utöver Samber har ingen annan skäckfärgad häst godkänts inom aveln. En annan ovanlig färg som då och då dyker upp hos rasen är den rosa-aktiga rödskimmeln som främst hittas hos hästar efter hingsten El Rosso.   
Huvudet kan vara något alldagligt med en rak nosprofil och proportionerliga drag. Halsen är slank och med en god linje ner mot manken. Ryggen är dock ganska lång men väl musklad. Det holländska varmblodet är energiskt och atletiskt men är relativt lätt att hantera och rida vilket inte bara gjort den populär bland tävlingsryttare på hög nivå utan även bland ryttare som tävlar på lägre nivåer eller som enbart rider för nöjes skull. Äldre KWPN-hästar kan vara brännmärkta med rasens logotyp, ett stiliserat lejon i en sköld på vänstra höften, men idag är det enligt holländsk lag förbjudet att brännmärka hästar. 